# بافلو سكوروبادسكي
بافلو بيتروفيتش سكوروبادسكي (الأوكراني: Павло Петрович Скоропадський ؛ 15 مايو 1873 - 26 أبريل 1945) أرستقراطي وعسكري وقائد دولة أوكراني، خدم في الجيش الإمبراطوري الروسي و قائد الجيش الأوكراني من أصول قوزاق. أعاد لقب هيتمان أوكرانيا بعد انقلاب في 29 أبريل 1918، طرد القوات البلشفية التابعة لاتحاد الجمهوريات الاشتراكية السوفياتية الروسية. خلال فترة ولايته تم حظر الحزب الشيوعي على أراضي أوكرانيا لأول مرة بعد الانتفاضة التي قادتها مديرية أوكرانيا، تنازل بافلو سكوروبادسكي عن اللقب، ونقل سلطة الدولة إلى مجلس وزراء أوكرانيا والذهاب إلى المنفى إلى ألمانيا.